# بيايا

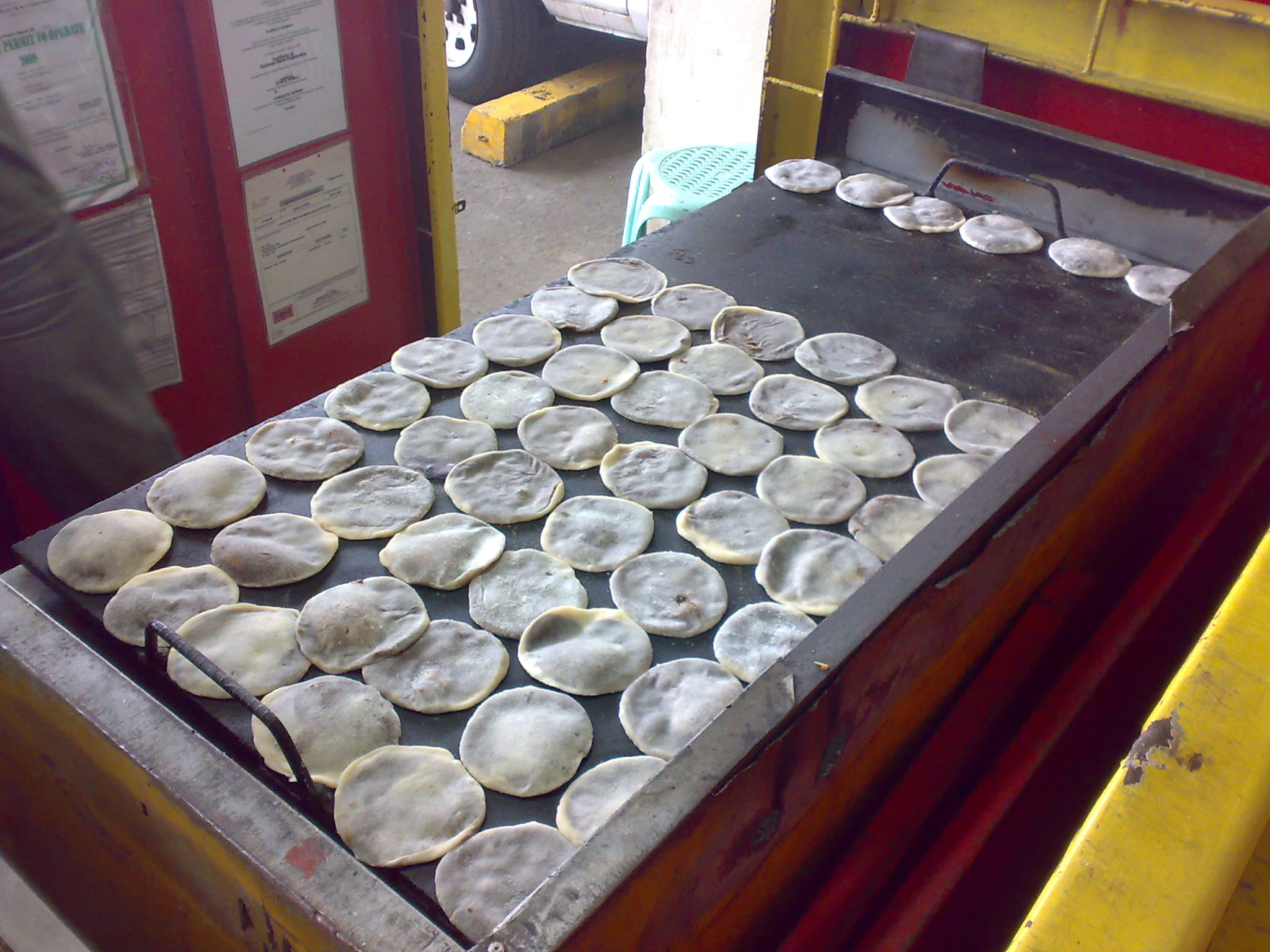
البيايا تُخبز على الشواية

البيايا هو خبز مسطح غير مخمر محشو بموسكوفادو من الفلبين شائع بشكل خاص في نيغروس أوتشيدنتال حيث يعد طعاما شهيرا. يصنع عن طريق ملء العجين بمزيج من المسكوفادو والماء. ثم تسطيح العجينة المحشوة بالشوبك ورشها ببذور السمسم وتخبز في صينية خبز . و يفضل أن تؤكل البيايا دافئة.

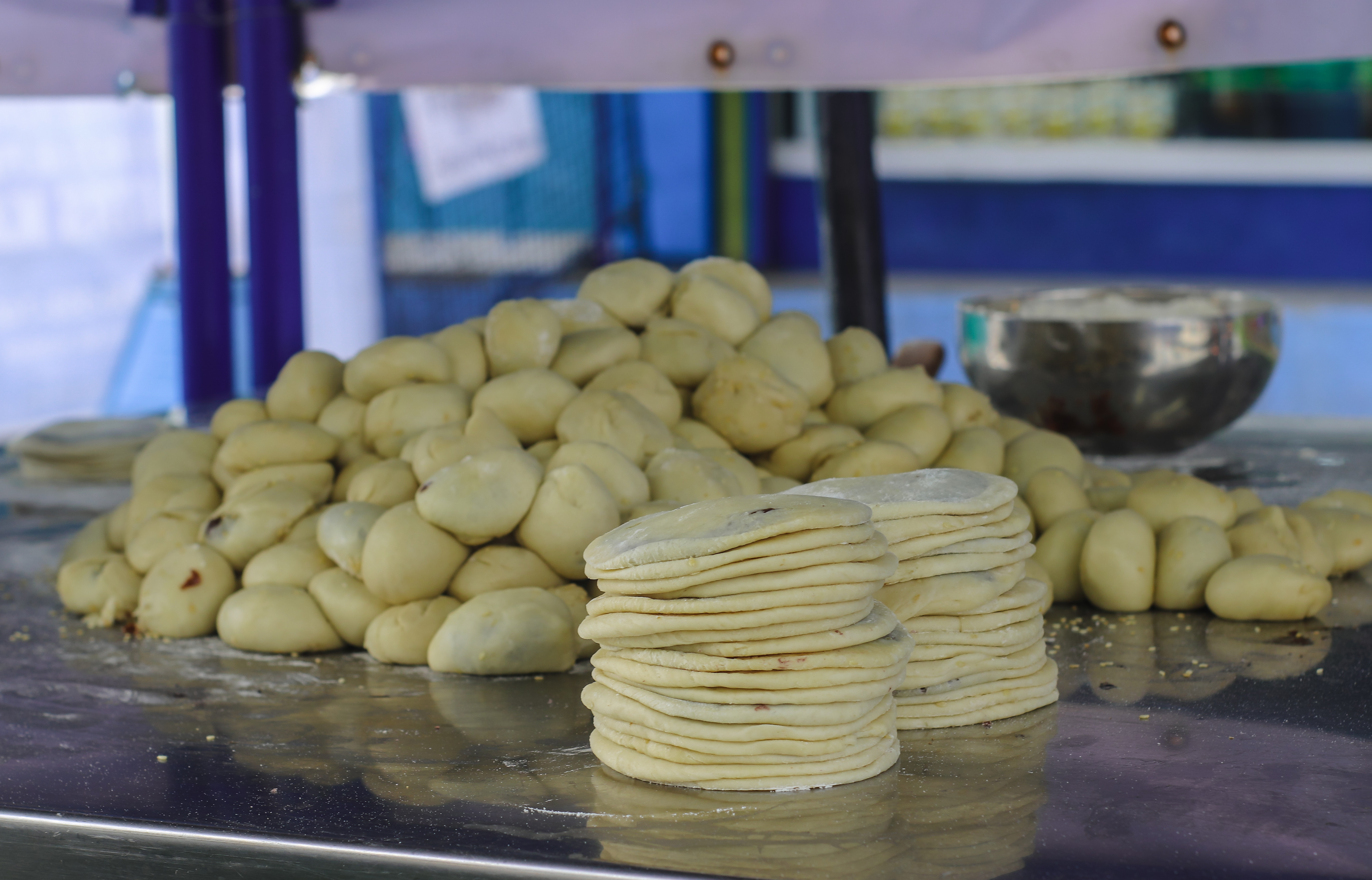
البيايا المكدسة غير المطبوخة

## الاختلافات

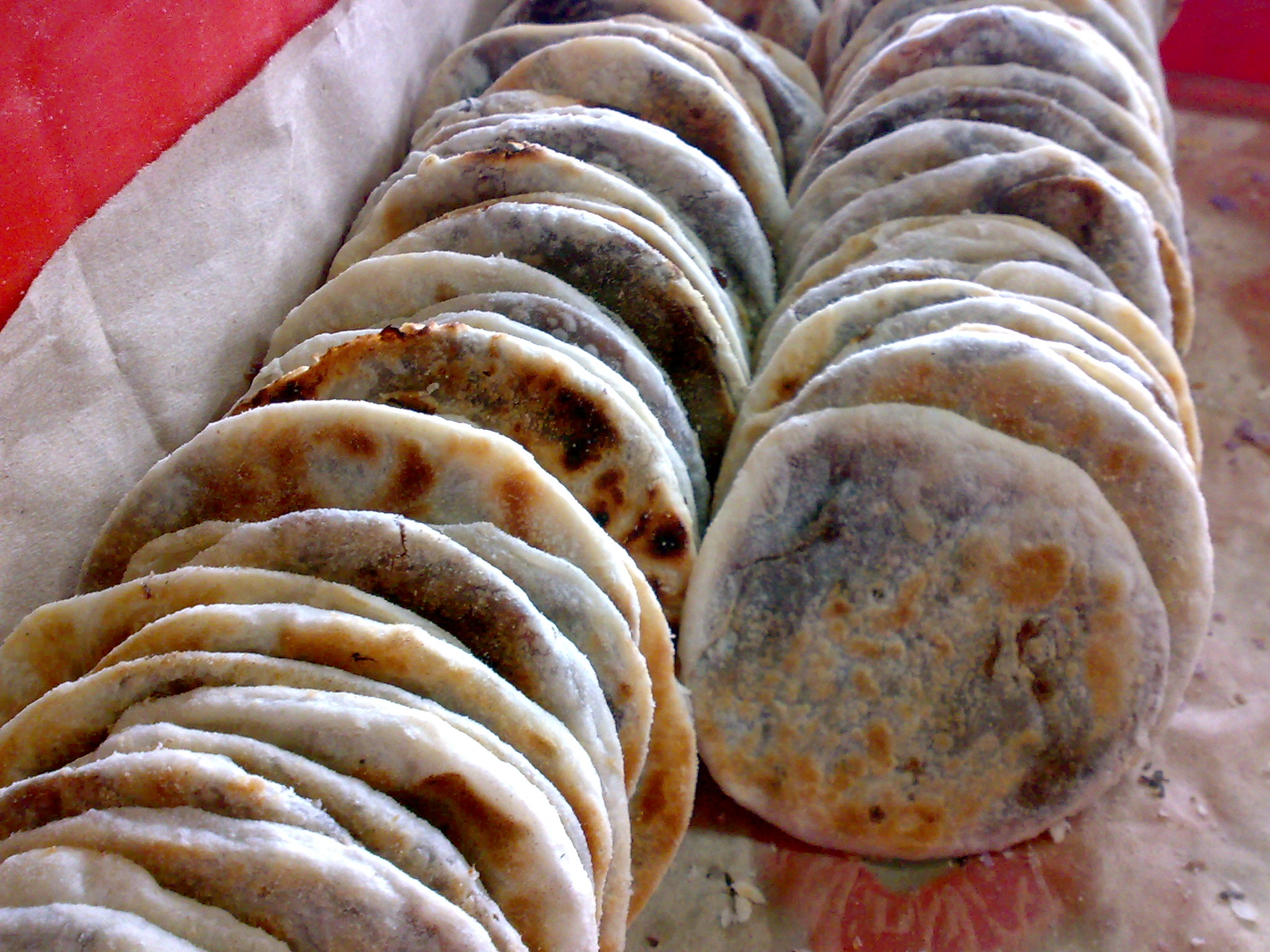
بيايا مخبوزة و طازجة

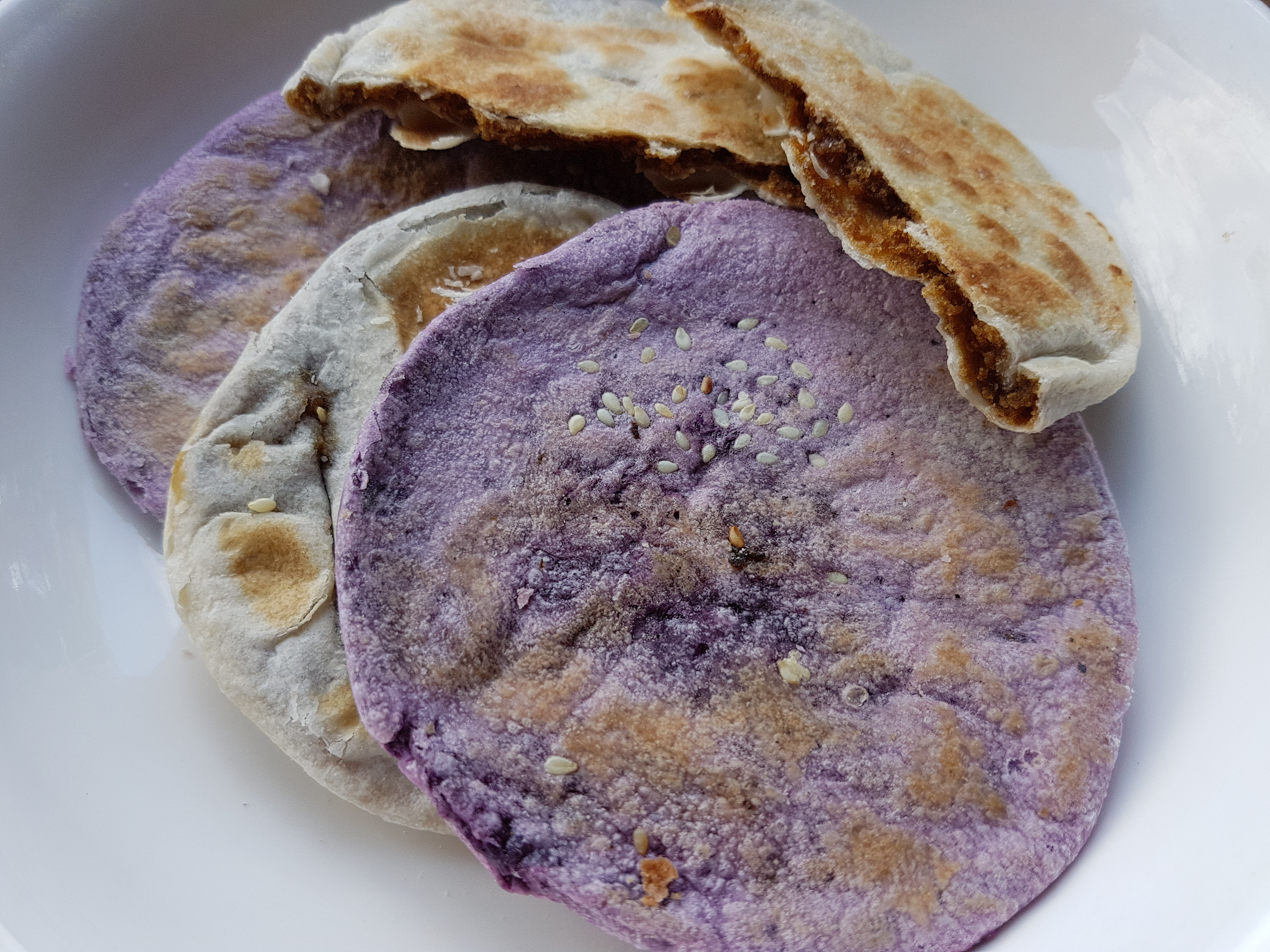
بيايا اليام الأرجواني و بيايا موسكوفادو

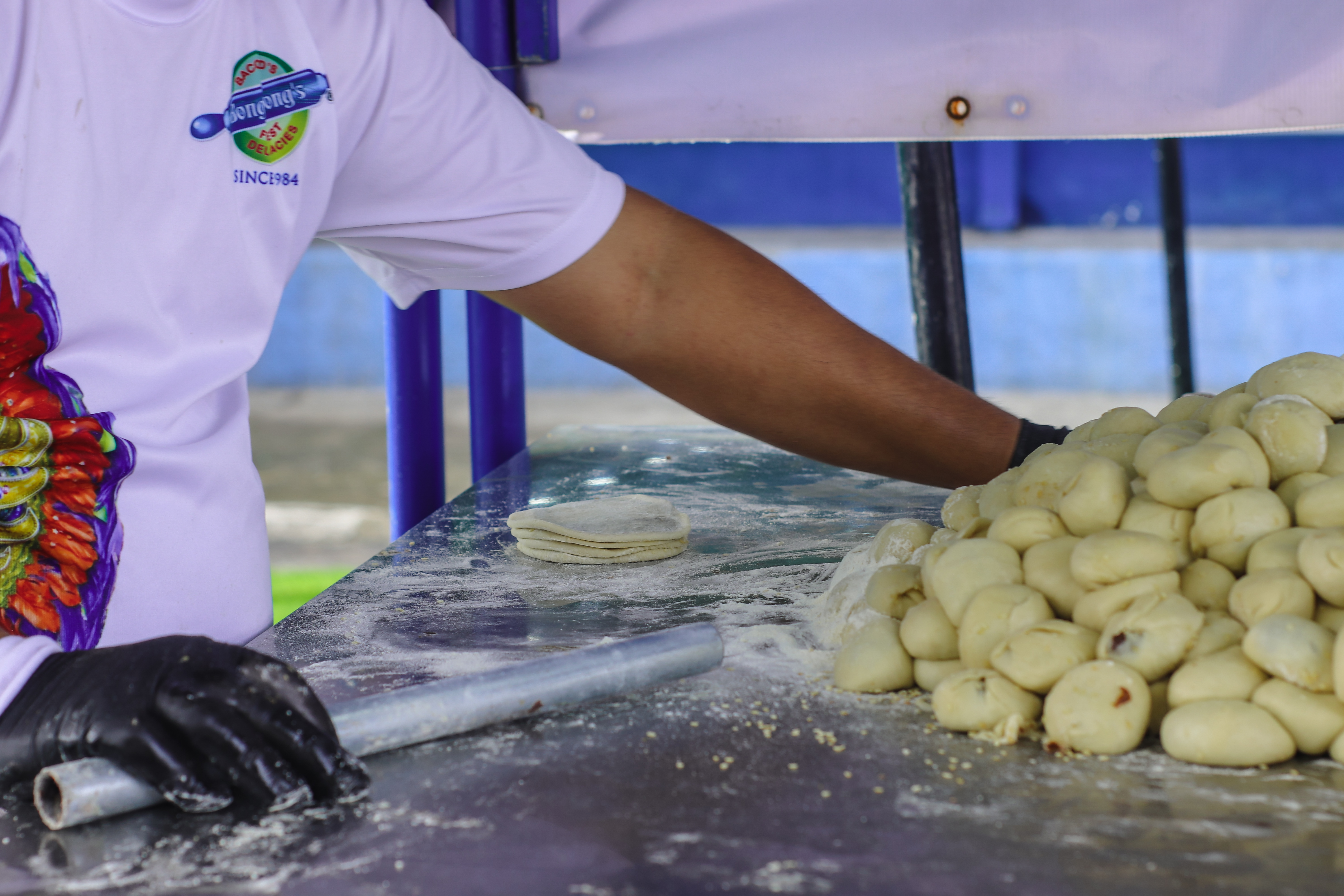
التحضير

همنالك بدائل أخرى لحشوة الحلوة التقليدية المصنوعة من موسكوفادو ، منها ديسقوريا جناحية والمانجو و البيايتو هو نسخة صغيرة من البيايا ولكنه ارقيق ومقرمش اكثر .